# 이토다역
이토다역(일본어: 糸田駅)은 일본 후쿠오카현 다가와군 이토다정에 위치한 헤이세이 지쿠호 철도 이타 선의 철도역이다. 단선 승강장 1면 1선의 구조를 갖춘 지상역이다.

## 역 주변
- 후쿠오카 현도 405호 가와라이토다 선
- 후쿠오카 현도 420호 가나다이토다타가와 선
- 니시닛폰 시티 은행 이토다 지점

## 역사
- 1897년 10월 20일 : 호슈 철도 고토지 - 호코쿠 구간 개업에 의해 미야토코역으로서 개업.
- 1901년 9월 3일 : 규슈 철도가 호슈 철도를 합병.
- 1907년 7월 1일 : 규슈 철도가 국유화. 관설 철도의 역이 됨.
- 1929년 2월 1일 : 가나미야 철도 (후의 산업 시멘트 철도) 당 역 - 가나다 구간 개업에 의해 부젠오쿠마 - 미야토코 구간에 이토다 선 개업.
- 1943년 7월 1일 : 전시 매수에 의해 산업 시멘트 철도의 철도 노선을 국유화. 국철 미야토코 역을 이토다역으로 개칭해, 산업 시멘트 철도 이토다 역을 합병.
- 1945년 6월 10일 : 당 역 - 호코쿠 간의 화물 지선을 폐지해 당 역 구내로 합병.
- 1987년 4월 1일 : 일본국유철도 분할 민영화에 의해, 규슈 여객철도가 승계.
- 1989년 10월 1일 : 헤이세이 지쿠호 철도로 전환.

## 인접 역
| 헤이세이 지쿠호 철도 ■ 이토다 선 | 헤이세이 지쿠호 철도 ■ 이토다 선 | 헤이세이 지쿠호 철도 ■ 이토다 선 |
| -------------------------------- | -------------------------------- | -------------------------------- |
| 마쓰야마 가나다 방면             | ■ 이토다 선                      | 오야부 다가와고토지 방면         |